# ویلیام توگوی
ویلیام توگوی (انگلیسی: William Togui؛ زادهٔ ۷ اوت ۱۹۹۶) بازیکن فوتبال اهل ساحل عاج است.
از باشگاه‌هایی که در آن بازی کرده است می‌توان به باشگاه فوتبال اسپرانس تونس و باشگاه فوتبال مشلان اشاره کرد.
وی همچنین در تیم ملی فوتبال ساحل عاج بازی کرده است.